# María Ángelo Ducas Paleólogo
María Ángelo Ducas Paleólogo o Marija Ángelo Nemanjić o Ana María Ángelo Ducas Paleólogo (en griego: Μαρία Αγγελίνα Δούκαινα Παλαιολογίνα, serbio cirílico: Марија Ангелина Немањић, aprox. 1350 - 28 de diciembre de 1394) fue la autoproclamada basilisa (emperatriz, reina) de Epiro desde 1384 hasta 1385, sucediendo en el gobierno a su marido asesinado Tomás Preljubović.

## Biografía
María era la hija del autoproclamado emperador Simeón Uroš, el medio hermano del emperador Esteban Dušan de Serbia y Tomasa Orsini. Su abuelo materno fue Juan Orsini de Epiro. En 1366, María se casó con Tomás Preljubović, que fue nombrado gobernador de Epiro en Ioánina por su padre. Popular entre sus súbditos, fue aparentemente maltratada por su marido y conspiró en su asesinato el 23 de diciembre de 1384.
La población de Ioánina aclamó a María como gobernante. Ella usó el título de basilisa, forma femenina de basileo. Convocó a su hermano Juan Uroš Ducas Paleólogo (ahora monje bajo el nombre de Joasaf) para asesorarla en los asuntos de Estado. Juan Uroš sugirió que María se casara con Esaú Buondelmonti, uno de los nobles latinos capturados por Tomás en 1379. Hay una alegación de que María ya estaba enamorada del cautivo antes del asesinato de su marido, y que este asunto había resultado en el asesinato de Tomás.
María se casó con Esaú en febrero de 1385, y sobrevivió durante una década más muriendo el 28 de diciembre de 1394. La Crónica de Ioánina, hostil hacia a Tomás, describe a María en términos muy halagadores, el historiador bizantino Laónico Calcocondilas sugiere que era una esposa infiel de moralidad cuestionable. Ambos relatos pueden estar sesgados. María no parece haber tenido hijos sobrevivientes de cualquiera de estos matrimonios.